# John Ward (compositor)
John Ward   (Canterbury, 1571 (Gregorià) - Essex, 1638) fou un compositor anglès. Es formà com a cantant a Canterbury i passà a compondre obres religioses i laiques.

## Biografia
Va ser un corista a la catedral de Canterbury i probablement un erudit del rei a la Canterbury Grammar School 1604/7. Sembla que va romandre a Canterbury fins al 1607 com a mínim i després va anar a Londres on va servir a Sir Henry Fanshawe (1569-1616) com a músic. Fanshawe, com a mecenes de les arts, era el propi músic propietari d'un violí, que ocupava el càrrec de Queen's Remembrancer, com a tercer membre consecutiu de la família per ocupar aquest càrrec. Fanshawe tenia una casa londinenca a Warwick Lane, una casa de camp Ware Park a prop de Ware, Hertfordshirei propietat a Essex. Henry Fanshawe també havia estat mecenes del dramaturg George Chapman.
Sembla que la família Fanshawe havia utilitzat més d'una persona anomenada John Ward (si és així, l'altra possiblement era el pare del compositor), cosa que dificulta l'establiment d'alguns detalls de la vida del compositor. Una etapa important de la seva carrera va ser la publicació del seu primer conjunt de madrigals el 1613. Va ser imprès per Thomas Snodham i dedicat al seu mecenes. La seva producció inclou almenys un lament per Henry Frederick, príncep de Gal·les, que va estar en bones relacions amb Fanshawe.
Sir Henry va morir el 1616. La seva voluntat de 1613, que va ser testimoni de John Ward, esmenta els instruments musicals. El seu fill gran i hereu Thomas Fanshawe van donar menys suport a l'establiment musical de la família. Tot i això, Ward va continuar treballant per a la família. Ward apareix en la voluntat de la vídua de Henry Smythe, Elizabeth Smythe. El 20 de febrer de 1630, va descriure Ward com el seu "antic servent" i va ser nomenat com a fideïcomissari del seu casal de Dengie per la costa d'Essex.
La memòria es va posar en confiança per Thomas quan va anar a l'estranger el 1618 per continuar la seva formació i va assumir les seves funcions al seu retorn a Anglaterra el 1619. L'Oxford Dictionary of National Biography suggereix que probablement es tractaria d'aquesta època ("i sens dubte" a l'abril de 1621"), Ward va obtenir" un càrrec modest "a l'oficina del recordatori.
Ward es va casar amb Thomasine, filla de Thomas Clee de Londres, que vivia a Tower Dock i van tenir almenys 5 fills. Els registres demostren que tenia propietat a Ilford Magna, Essex, on va morir el 1638. Tot i que John Ward va conservar el seu lloc a l'oficina del recordatori a Londres fins a l'any de la seva mort, sembla que a la dècada de 1630 se li va assignar el mestratge de l'"Hospital Chapel de St Mary" i "St Thomas de Canterburya Ilford". En el registre del final d'un llibre de vellum, foli 30, es registra el bateig del fill de John Ward i la seva cinquena filla Mary l'agost de 1630, així com el seu enterrament el 2 de gener de 1633, cosa que implica que pot haver estat resident abans del seu nomenament, a la "Masters House" que finalment va ser enderrocada el 1905). La família Fanshawe havia tingut interès pel mestratge de la capella des de mitjan anys 1560 i la reina Isabel va concedir la propietat a Thomas Fanshawe el 1572.
Ward va compondre madrigals, obres per a consorts violents, serveis i himnes. Les seves madrigals són destacables pels seus textos, extenses línies melòdiques i originalitat.

## Obres, edicions i enregistraments
Primer conjunt de madrigals angleses de tres, quatre, cinc i sis parts, aptes per a viols i veus; amb una cançó de dol, en record del príncep Enric. Recentment compost per John Ward. Edició 1613: ed Fellowes, EM 19 1922, 1968 (rev.).

## Gravacions
- 1982 "complet": Consort de Musicke, Anthony Rooley, (Decca, dos discos electrònics; reeditat en un CD per Australian Eloquence 2010). El primer conjunt de madrigals anglesos; Quatre fantasies per a violins.[2]
- Selecció de 1988; amb tres madrigals inèdits no registrats prèviament (Hyperion)
- Madrigals and Fantasias, The Consort of Musicke. Anthony Rooley, director. 1994? Columnes Classics WGPS 070981.
- Consort Music for Five and Six Viols - Phantasm (Linn 2009)